# إرنست سواه
إرنست سواه (بالإنجليزية: Ernest Sowah)‏ (مواليد 31 مارس 1988) هو لاعب كرة قدم غاني يلعب حاليًا لصالح نادي دون بوسكو.

## المسيرة الدولية
لعب سواه مباراته الدولية الأولى مع منتخب غانا في مباراة ودية أمام منتخب الصين يوم 15 أغسطس 2012. شارك كذلك مع منتخب غانا في كأس الأمم الأفريقية 2012 و2015.

## روابط خارجية
- إرنست سواه على موقع قاعدة بيانات كرة القدم.إي يو (الإنجليزية)
- إرنست سواه على موقع ناشيونال فوتبول تيمز (الإنجليزية)